# PC Format
 (décembre 2018).
Si vous disposez d'ouvrages ou d'articles de référence ou si vous connaissez des sites web de qualité traitant du thème abordé ici, merci de compléter l'article en donnant les références utiles à sa vérifiabilité et en les liant à la section « Notes et références ».
PC Format était un magazine informatique publié au Royaume-Uni par Future plc, et concédé sous licence à d'autres éditeurs dans des pays du monde entier. Publiée entre 1991 et 2015, Il faisait partie de la série de magazines « Format » de Future plc qui comprend des articles sur les jeux vidéo, le divertissement et comment tirer le meilleur parti de la plate-forme PC.